# Terence Horgan
Terence Edward Horgan (* 13. Oktober 1948) ist ein amerikanischer Philosoph und Professor an der University of Arizona in Tucson. Seine Arbeitsgebiete umfassen die Metaphysik, die Philosophie des Geistes und die Metaethik.
Horgan erwarb seinen Bachelor in Philosophie 1970 an der Stanford University. 1974 erwarb er den Ph.D. an der University of Michigan mit der Arbeit Microreduction and the Mind-Body Problem bei Jaegwon Kim. Kims Einfluss wirkt auch noch in den späteren Arbeiten von Horgan nach. Nach Professuren in Illinois, Michigan und Memphis ist Horgan seit 2002 Professor in Tucson, Arizona.

## Physikalismus und Dualismus
Das Zentrum von Horgans Denken ist die Philosophie des Geistes und hier insbesondere die Frage nach der Möglichkeit einer physikalistischen Interpretation des Bewusstseins. Lange Zeit hielt Horgan den Materialismus für wahr und kritisierte etwa Frank Cameron Jacksons dualistisches Mary-Gedankenexperiment. Horgan erklärte, dass Jacksons Argument eine Mehrdeutigkeit der Rede von physischer Information ausnutze, jedoch nicht schlüssig sei, da „physische Information“ in den verschiedenen Prämissen verschiedene Bedeutungen habe.
In einem neueren Aufsatz aus dem Jahre 2002 erklärt Horgan allerdings, dass der Materialismus vor schweren und ungelösten Problemen steht. Horgan argumentiert in diesem Aufsatz mit Vorstellbarkeitsargumenten in der Tradition von Saul Kripke und David Chalmers gegen den Materialismus: Nach Horgan lässt sich folgendes Argument gegen den Physikalismus formulieren:
1. Es ist bei allen physischen Eigenschaften vorstellbar, dass sie ohne phänomenale Eigenschaften (Qualia) auftreten.
2. Wenn etwas vorstellbar ist, ist es auch möglich,
3. Wenn es bei allen physikalischen Eigenschaften möglich ist, dass sie ohne phänomenale Eigenschaften auftreten, können physikalische und phänomenale Eigenschaften nicht identisch sein.

Also 4: Physikalische und phänomenale Eigenschaften können nicht identisch sein.
In einem anderen Aufsatz aus dem Jahre 2002 beschreibt Horgan sein ambivalentes Verhältnis zum Physikalismus wie folgt:
| I remain deeply attracted to materialism in philosophy of mind; I would like to believe that mental is superdupervenient on the physical. But the hole hard problem looks very hard indeed, and I see no prospects currently in sight for dealing with it satisfactorily. […] Much as I would like to be a materialist, at present I do not know what an adequate materialist theory of mind would be. |  | Ich halte den Materialismus in der Philosophie des Geistes weiterhin für sehr attraktiv; ich würde gerne glauben, dass das Mentale superdupervenient über dem Physischen ist. Aber das schwierige Problem des Bewusstseins sieht tatsächlich sehr schwierig aus und ich sehe gegenwärtig keine befriedigenden Perspektiven für eine Lösung des Problems. […] So gerne ich ein Materialist sein würde, im Moment sehe ich nicht, was eine adäquate materialistische Theorie des Geistes sein würde. |

## Supervenienz und Superdupervenienz
In Horgans Philosophie des Geistes spielt der Supervenienzbegriff eine zentrale Rolle. Horgan hat früh darauf aufmerksam gemacht, dass eine materialistische Theorie des Bewusstseins darauf festgelegt ist, dass mentale Zustände über physischen Zuständen supervenieren. Damit ist gemeint, dass sich der mentale Zustand einer Person nur ändern kann, wenn sich gleichzeitig eine physische Komponente verändert.
Einflussreich ist an dieser Stelle Horgans Gedanke geworden, dass Supervenienz alleine nicht hinreichend für den Materialismus ist. Vielmehr seien auch dualistische Theorien mit der Supervenienz zu vereinbaren, weswegen Materialisten auf bestimmte Supervenienzbeziehungen festgelegt sind, die Superdupervenienzbeziehungen. Superdupervenienzbeziehungen zeichnen sich nach Horgan dadurch aus, dass sie selbst erklärbar sind, etwa dadurch, dass die supervenierenden Eigenschaften reduziert werden können.

## Schriften
- mit J. Tienson: Connectionism and the Philosophy of Psychology. Bradford Books, 1996.